# نادي جنوب الصين
نادي جنوب الصين الرياضي (بالصينية: 南華體育會) هو نادي كرة قدم محترف في هونغ كونغ تأسس في 1904 ويقع مقره في تسيونغ كوان أو. يلعب في دوري هونغ كونغ الممتاز. يدربه ديان أنتونيتش. يخوض الفريق مبارياته البيتية على ملعب تسيونغ كوان أو الرياضي.

## روابط خارجية
- الموقع الرسمي